# Queens County (Nova Scotia)
Queens County, vollständig Municipality of the County of Queens, ist eine Verwaltungseinheit in Nova Scotia, Kanada. Im Gegensatz zu den meisten anderen Countys der Provinz besteht dieses Gebiet nicht mehr als County, sondern nur noch als nachgeordnete Verwaltungseinheit. Die Verwaltung des Gebietes übernimmt die Region of Queens Municipality seit ihrer Gründung am 1. April 1996 mit Ausnahme der Indianerreservate, die sich weiterhin selbst verwalten.
Im Queens County, mit einer Fläche von 2.398,51 km², leben 10.351 Einwohner (Stand: 2016) in 49 Gemeinden. Der größte Ballungsraum ist Liverpool.

## Geschichte
Das Queens County wurde am 21. Juli 1762 durch den Lieutenant Governor and Council of Nova Scotia mit den Städten Liverpool, Barrington und Yarmouth gegründet. Die Grenzen des Countys verkleinerten sich 1784, als das Shelburne County vom Gebiet des Queens County abgetrennt wurde.

## Sehenswürdigkeiten
Im Queens County liegt ein Großteil des Kejimkujik-Nationalparks, mit dem Hauptpark im Inland nördlich von Caledonia und dem Anhängsel des Parks am Atlantischen Ozean bei Port Joli und Port Mouton.